# Gospodarka Ostrowa Wielkopolskiego
Gospodarka Ostrowa Wielkopolskiego – gospodarka Ostrowa Wielkopolskiego, ośrodka przemysłowego w Kaliskim Okręgu Przemysłowym.

## Ostrowski model zarządzania 1990-2002
W 1996 r. Ostrów jako pierwsze miasto w Polsce wyemitował obligacje komunalne. Siedem zakładów budżetowych przekształcono w spółki prawa handlowego i połączono w grupie kapitałowej Holdikom (obecnie Centrum Rozwoju Komunalnego). Za osiągnięcia w dziedzinie gospodarowania finansami i mieniem komunalnym miasto otrzymało w okresie 1990–2002 wiele wyróżnień, m.in. Najlepsza Gmina III Rzeczypospolitej, Profesjonalna Gmina – przyjazna inwestorom i in. W 2000 r. spółka CeTO (obecnie BondSpot) wyróżniła miasto jako lidera na rynku obligacji komunalnych. W opracowanym przez Gazetę Bankową raporcie Gmina dla inwestora Ostrów zajął drugie miejsce w Polsce pod względem atrakcyjności inwestycyjnej. W przygotowanym przez Instytut Badań nad Gospodarką Rynkową w 2001 raporcie na temat atrakcyjności inwestycyjnej polskich miast, Ostrów zaliczony został do kategorii „A”, zdolność kredytowa samorządu Ostrowa w latach 1997–2002 była oceniana na wysokim poziomie „A-”, a rozwiązania stosowane wówczas w mieście uznane zostały za modelowe i nazwane tzw. „ostrowskim modelem zarządzania”.
W 2000 r. Ostrów przystąpił do prowadzonego przez Bank Światowy i Fundację Bertelsmanna programu „Miasta Przemian”, który związał 10 najlepiej zarządzanych ośrodków wschodniej i środkowej Europy (w Polsce także Poznań) w celu promowania demokracji i zwiększania efektywności działania w samorządach lokalnych, głównie poprzez wymianę doświadczeń. Przed akcesją, 26 marca 2000. gościła w Ostrowie delegacja Banku Światowego z wiceprezesem Johanesem Linnem na czele. Miasto uczestniczyło w projekcie do jego zakończenia w 2004. Z uwagi na osiągnięcia w dziedzinie zarządzania gospodarką komunalną Ostrów został zakwalifikowany (również z Poznaniem) także do unijnego programu badawczego „PLUS” (Participation, Leadership and Urban Sustainability – Partycypacja Społeczna, Przywództwo i Trwały Rozwój Miast) prowadzonego w 18 miastach Europy w latach 2002–2004, a którego celem było zebranie i prezentacja praktycznej wiedzy na temat metod zarządzania miastem i angażowania społeczności lokalnych w ten proces.

## Gospodarka

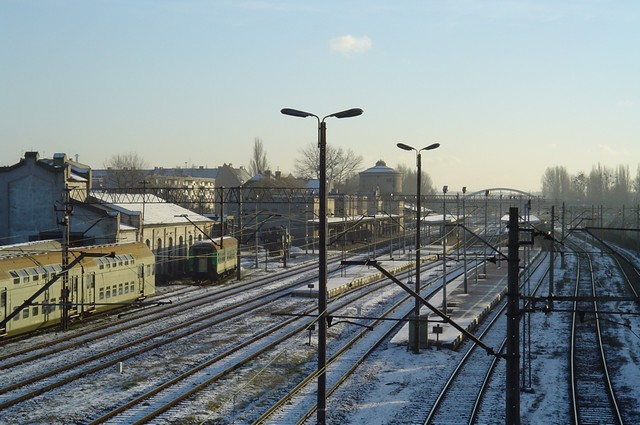
Stacja Ostrów Wielkopolski

Duży ośrodek przemysłowy (p. przemysł przetwórczy). W Planach Zagospodarowania Przestrzennego Województwa Wielkopolskiego region Ostrowa i Kalisza uznany został (obok regionu Poznania) za przyszłościowe miejsce koncentracji przemysłu. Zdecydowana przewaga zatrudnionych w przemyśle, jednak rozwijający się sektor usług stopniowo przejmuje miejsca pracy w tym dziale gospodarki miasta. Liczba podmiotów gospodarki narodowej zarejestrowanych w systemie REGON w 2004 wynosiła 8964 i systematycznie rośnie (w 2000 7257 podmiotów – wzrost o 23,6%). Wiele małych i średnich firm ma także siedzibę w obrębie strefy zurbanizowanej miasta. W handlu dominują sklepy małe i średnie. Cechą charakterystyczną jest niewielka ilość sklepów wielkopowierzchniowych (jeden hipermarket).
Stopa bezrobocia sukcesywnie maleje i wynosi obecnie około 8% (2008). Palącym problemem jest jednak odpływ do największych aglomeracji osób młodych i najlepiej wykształconych. Konsekwencją dla gospodarki miasta jest m.in. niedobór pracowników w niektórych sektorach. Decydujące o sytuacji gospodarczej Ostrowa jest też to, że w ciągu ostatniego piętnastolecia udało się sprowadzić, pomimo przodowania w rankingach ekonomicznych, zaledwie trzech znaczących inwestorów (Delphi Harrison Thermal Systems, Consolis oraz Orlen).
W mieście znajdują się liczne przedsiębiorstwa zajmujące się nowymi technologiami (w tym produkcją oprogramowania), m.in.: przedsiębiorstwa powstałe na bazie d. Zakładów Automatyki Przemysłowej (Petro-ZAP i in.), Techland, Zapis Sp z o.o., Transition Technologies.
W 2007 r. utworzono w Ostrowie podstrefę Kamiennogórskiej SSE. Na terenach przy ulicy Wrocławskiej zdecydowały się postawić swoje zakłady 3 ostrowskie firmy (Ślusarstwo Stasiak, Prebet-bud oraz Jucon), wolna jest jeszcze jedna działka. Nowe tereny zostały włączone do strefy w 2009 roku. Jest to 5,5 ha terenów przy ulicy Osiedlowej. Gdzie już wcześniej wytwórnię mas bitumicznych zdecydowała się postawić francuska firma Eurovia.

### Przemysł przetwórczy

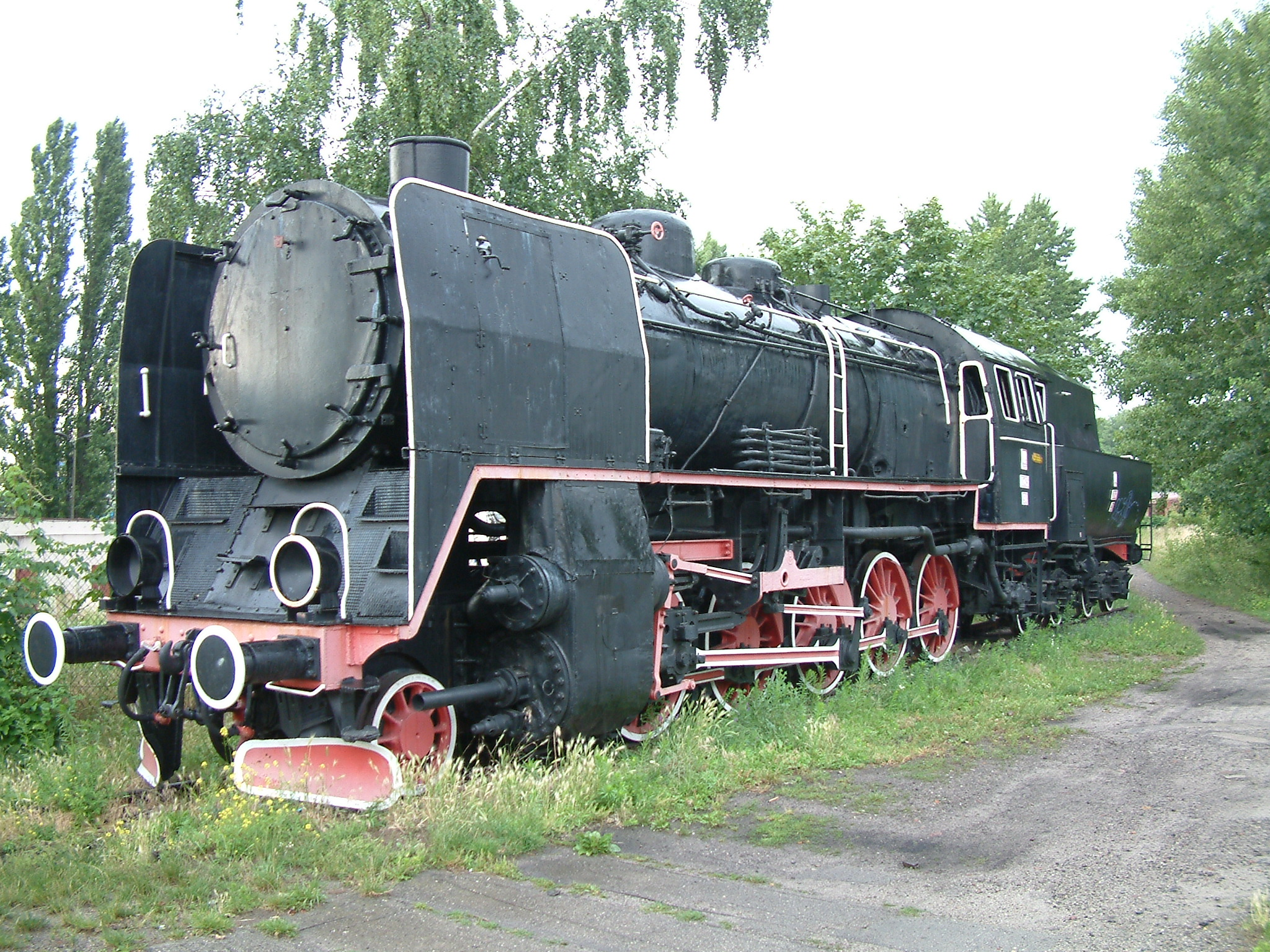
Parowóz Ty-45-94 z 1947 przy PKP Cargo – Zakładzie Taboru Ostrów

Główne gałęzie: elektrotechniczny i precyzyjny, metalowy, maszynowy, środków transportu, materiałów budowlanych, spożywczy.
- Europejskie Konsorcjum Kolejowe Wagon (d. Zakłady Naprawcze Taboru Kolejowego, Fabryka Wagon); działa od 1920. W szczytowym momencie (lata '60) zatrudnienie wynosiło ponad 8000 pracowników, obecnie 450 pracowników.
- SPOMAX – fabryka maszyn dla przemysłu spożywczego (tradycje sięgające końca XIX w.)
- Sklejka-Eko – fabryka płyt wiórowych (tradycje sięgające końca XIX wieku)
- MAHLE Behr – centrum techniczne i fabryka produkująca układy chłodnicze i wymienniki ciepła do samochodów
- BUDREM – wysokobudżetowe projekty w zakresie budownictwa przemysłowego
- Eurovia – wytwórnia mas bitumicznych francuskiej firmy należącej do największe grupy budowlanej świata VINCI
- MMPetro – znany producent dystrybutorów paliw i LPG
- Malfarb – znany producent farb i lakierów (obecnie część duńskiego koncernu Dyrup)
- Kuźnia „Ostrów” (produkująca części m.in. dla KGHM Polska Miedź S.A., stoczni)
- Consolis Polska – Betras (produkcja prefabrykowanych elementów infrastruktury podziemnej)
- TRASKO STAL – hale produkcyjne, magazyny, centra handlowe
- Sinkoplex – producent urządzeń grzejnych
- ASSO – znany w Europie producent filtrów paliwowych, olejowych i powietrznych
- CAR-LIFT SERVICE – krajowy lider w produkcji podnośników samochodowych
- CONTROLMATICA ZAP-PNEFAL – producent automatyki przemysłowej
- POSMA – producent elementów kutych dla przemysłu kolejowego, samochodowego, okrętowego
- Świerk – producent akcesoriów meblowych
- ZAP Kooperacja – producent i dostawca szerokiej gamy obudów blaszanych takich jak kontenery aparaturowe, szafy, pulpity kontrolno-pomiarowe, skrzynki i szafki metalowe; zatrudnienie około 300 osób
- PIAST – wytwórnia pasz, koncentratów, oraz premiksów farmerskich mająca swoją główną siedzibę w Lewkowcu koło Ostrowa Wlkp, a posiadająca swoje zakłady również w Gołańczy, Płońsku, Gronowie Elbląskim.
- Fenetra – producent okien
- Litex – producent m.in. parasoli, markiz, namiotów ; od niedawna część grupy kapitałowej LUBAWA S.A.
- Mikado – producent wózków dziecięcych
- Jedo – producent wózków dziecięcych
- Helios Polska sp. z o.o. – jeden z największych producentów farb, lakierów i żywic syntetycznych w Europie Środkowo-Wschodniej
- Calsonic Kansei Poland” Sp. Z O.O. – produkcja części do samochodów
- ZMK DELIKATES Sp. z o.o. – zakład przetwórstwa ryb
- Okręgowa Spółdzielnia Mleczarska w Kole Mleczarnia Ostrów Wielkopolski – jedna z najstarszych spółdzielni mleczarskich w kraju i w Wielkopolsce
- Śliwiński Sp.j. PPH I. i M. Śliwińscy i A. Knioła – zakład mięsny
- Społem Zakład Masarsko-Garmażeryjny – wyroby mięsno-wędliniarskie i garmażeryjne

Ostrów Wielkopolski jest też znanym zagłębiem produkcji tłumików samochodowych. Na terenie miasta i w najbliższych okolicach działa prawie 10 firm, m.in. POLMOstrów, Izawit, Edex, Pomaku.
W Ostrowie Wielkopolskim znajduje się ponadto zakład, który wykonał ograniczoną serię słynnych motocykli Mammut Münch. Maszyny składane ręcznie, wyłącznie na zamówienie (m.in. ze Stanów Zjednoczonych i Japonii).

### Przemysł wydobywczy
Tereny pod miastem obfitują w gaz ziemny. W promieniu kilkunastu kilometrów od miasta znajduje się kilkanaście odwiertów (Wysocko Małe, Garki, Tarchały Wielkie) oraz Zakład Odazotowywania Gazu Ziemnego z Ośrodkiem Niskich Temperatur (Odolanów). W mieście i okolicy wydobywa się także na niewielką skalę surowce skalne.

### Ostrowskie organizacje wspierające przedsiębiorczość
- Izba Przemysłowo-Handlowa Południowej Wielkopolski
- Ostrowskie Centrum Wspierania Przedsiębiorczości
- Cech Rzemiosł Różnych
- Ostrowskie Zrzeszenie Handlu i Usług
- Eurocentrum Innowacji i Przedsiębiorczości
- Ostrowski Klub Biznesmena
- Gospodarczy Sejmik Powiatu Ostrowskiego

### Banki mające swoje przedstawicielstwa w Ostrowie
- Polska Kasa Oszczędności – Bank Polski S.A.
- SGB Gospodarczy Bank Wielkopolski S.A.
- ING Bank Śląski S.A.
- PEKAO S.A.
- Bank Ochrony Środowiska S.A.
- Bank Gospodarki Żywnościowej S.A.
- SGB Bank Spółdzielczy w Raszkowie
- Millenium – BIG Bank Gdański S.A.
- Credit Agricole Bank Polska
- Get-in Bank S.A.
- Multibank S.A.
- GE Money Bank S.A.
- Spółdzielcze Kasy Oszczędnościowo-Kredytowe
- mBank
- Alior Bank
- Santander Consumer Bank